# Uad Kert
El Uad Kert (Río Kert), fue un patrullero guardacostas de la Armada Española, ex HMS Rother y HMS Aslett Anthony  de la clase Castle en la Marina Real Británica.
Originalmente, fue un arrastrero armado (armed trawler), que participó en la Primera Guerra Mundial, construido sobre la base de un pesquero de arrastre civil.

## Historial
Tras servir en la Primera Guerra Mundial como arrastrero armado bajo los nombres HMS Rother y HMS Anthony Aslett, fue adquirido para la Armada con cargo al presupuesto especial del Protectorado de Marruecos para la vigilancia de costas de la zona española, junto a otras unidades de segunda mano similares francesas y británicas, que recibieron los nombres Uad-Kert, Uad-Lucus, Uad-Martin, Uad Muluya, Uad-Ras, y Uad-Torga los de la clase Castle, Ardíla y Xauen los de la clase Mersey, y Alcázar, Larache y Tetuán, los tres buques similares de procedencia francesa.
Por orden del 22 de julio de 1922 se dispuso que de momento quedaran afectos al Departamento Marítimo de Cádiz, pero a las órdenes directas del Alto Comisario en Marruecos
El 8 de septiembre de 1925, participó junto a la mayoría de las unidades de la Armada Española en el desembarco de Alhucemas.
Al inicio de la guerra civil, se encontraba de guardia frente a río Martín, cuando debió  regresar a su base de Ceuta por avería, por lo que quedó en manos de los sublevados, participando en el llamado Convoy de la victoria del 5 de agosto de 1936 junto al cañonero Eduardo dato y al torpedero T-19. En represalia por el paso del citado convoy, el día 7 de agosto, las principales unidades navales republicanas, el Jaime I y el Libertad, junto a dos destructores, atacaron las baterías y al cañonero Eduardo Dato en el puerto de la ciudad de Algeciras, también impactaron en la caldera del Uad Kert.
En marzo de 1937, apresó  en el Estrecho de Gibraltar al mercante Gardelaki, propiedad de una naviera griega, pero que al navegar para el Gobierno Republicano, fue declarado buena presa.
En 1939, fue utilizado como buque cablero para el mantenimiento de las 4300 mn de los 46 cables submarinos que componían entonces la red española
Tras finalizar la Guerra Civil, permaneció en Melilla, posteriormente fue asignado a Cádiz y por último a Canarias, donde prestó servicio como unidad de apoyo al programa hidrográfico, hasta su baja para desguace en 1966.